# 대전권
대전권(大田圈)은 대도시권 광역교통 관리에 관한 특별법에서 대전광역시, 세종특별자치시를 비롯하여 충청남도에서는 공주시, 논산시, 계룡시, 금산군을, 충청북도에서는 청주시, 보은군, 옥천군을 정의하고 있다.